# San Ruffino (Parma)
San Ruffino è una piccola frazione del comune di Parma, appartenente al quartiere Vigatto. La località è situata 7,72 km a sud del centro della città.

## Geografia fisica
La frazione sorge in posizione pianeggiante sulla riva destra del torrente Baganza, a poca distanza dal torrente Cinghio, ed è attraversata dai due canali Baganzone.

## Storia
Le più antiche tracce della presenza dell'uomo nella zona di San Ruffino risalgono al Neolitico, come testimoniato dal ritrovamento tra il 1986 e il 1987, in tre distinti siti collocati sulle due rive del torrente Cinghio, di una serie di manufatti, tra cui frammenti ceramici, armi e oggetti in selce, quarzo e pietra.
Il territorio risultava abitato anche intorno al VI secolo a.C., come dimostrato dal rinvenimento di oggetti ceramici etruschi sovrapposti a uno dei siti preistorici.
La piccola località, costituita da alcune case sparse tra le campagne coltivate, sorse in epoca medievale intorno alla cappella di San Ruffino, che, menzionata per la prima volta nel 1230 e nel 1299 quale dipendenza della vicina pieve di Carignano, fu edificata in corrispondenza del bivio tra due importanti strade dirette verso l'Appennino parmense.
Per effetto di decreti napoleonici, nel 1806 San Ruffino divenne frazione del nuovo comune (o mairie) di Vigatto, che nel 1943 fu annesso a quello di Parma, ma fu nuovamente istituito nel 1951, per essere definitivamente soppresso nel 1962 e divenire in seguito quartiere autonomo.
La località, a causa della sua vocazione agricola, continuò fino alla metà del XX secolo a essere costituita soltanto da case sparse, orbitanti attorno alla chiesa e alle adiacenti osteria e scuola elementare, soppressa dopo il 1970; in seguito si sviluppò intorno al luogo di culto un piccolo centro abitato composto da villette e piccoli condomini.

## Monumenti e luoghi d'interesse

### Chiesa di San Ruffino

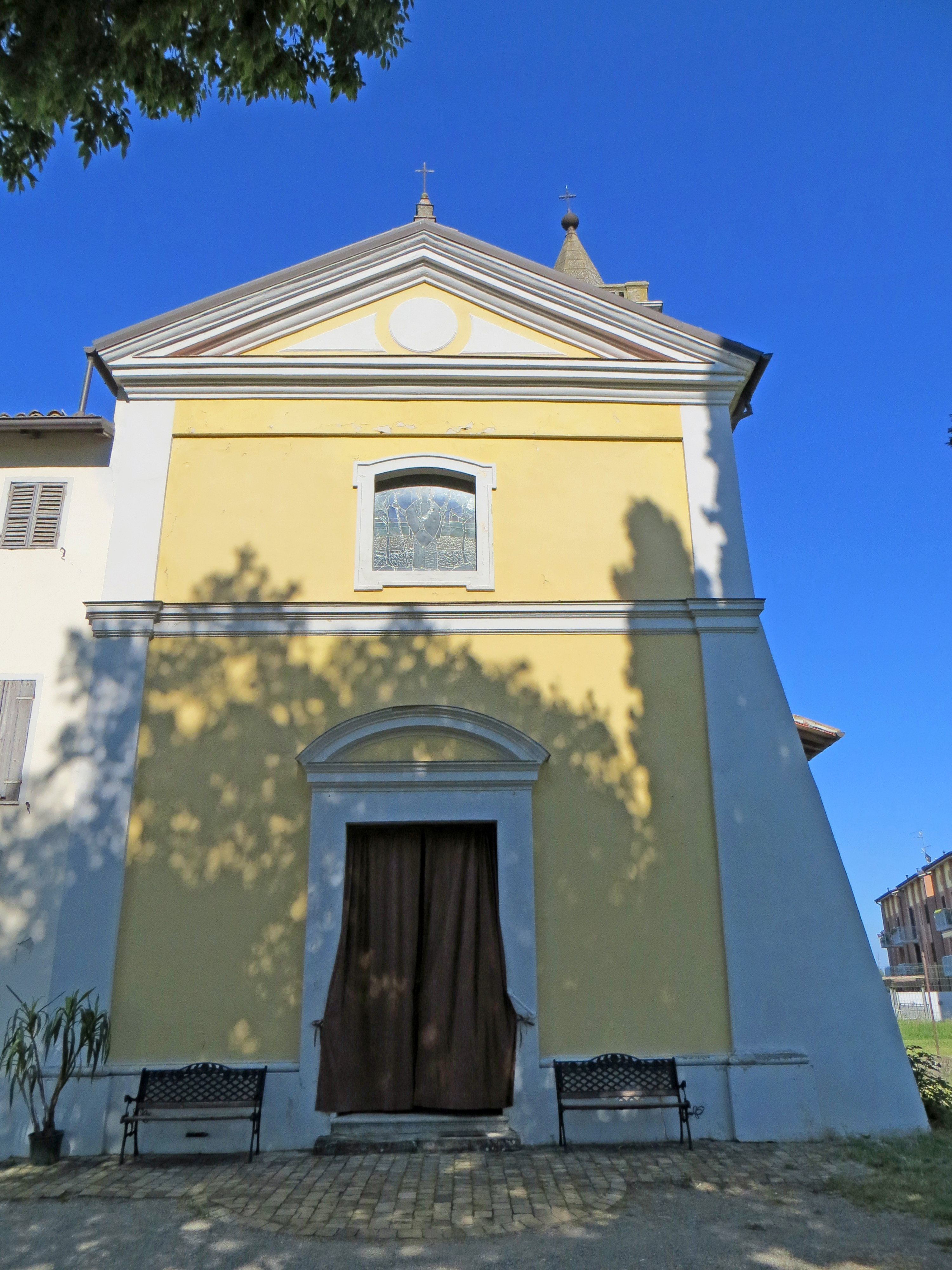
Chiesa di San Ruffino

Menzionata per la prima volta nel 1230, la chiesa medievale fu ricostruita in stile barocco intorno alla metà del XVIII secolo; decorata internamente nel 1859, fu restaurata e adornata nel 1928; danneggiata dal sisma del 2008, fu risistemata e consolidata strutturalmente tra il 2013 e il 2015.

### Villa Paveri Fontana Della Zoppa

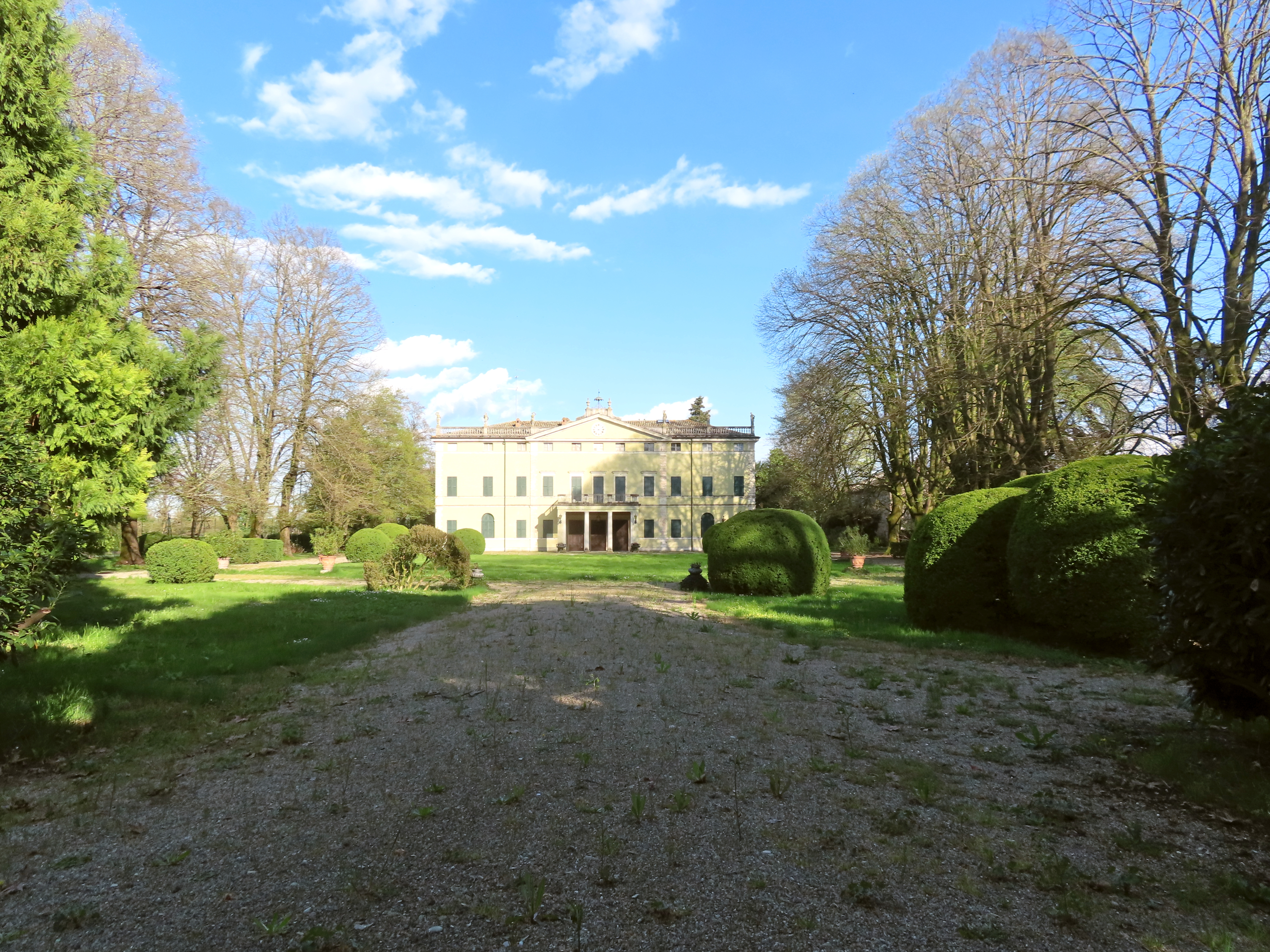
Villa Paveri Fontana Della Zoppa

Edificata originariamente nel XVI secolo per volere della famiglia Cassola, la villa passò nel XVIII secolo ai banchieri Mussi, che la ristrutturarono e ampliarono in stile neoclassico; acquistata tra il 1815 e il 1820 dai baroni Ferrari, poi Ferrari Pelati, fu restaurata nel 1835; alienata nel 1920 all'industriale Alinovi, fu acquisita pochi anni dopo dal nobile Felix Della Zoppa, cui la trasmise alla figlia Milly, sposata col marchese Ferrante Paveri Fontana. La simmetrica facciata dell'edificio, tripartita da lesene, è caratterizzata dal grande frontone che sormonta l'avancorpo centrale, mentre le ali laterali sono coronate da balaustre su cui poggiano alte statue; l'ampio parco all'inglese, ricco di piante e statue, è accessibile attraverso una cancellata a emiciclo, retta da nove pilastri sormontati da statue e lanterne.

### Villa Greci
Costruita probabilmente agli inizi del XVII secolo per volere dei conti Francesco, Giuseppe e Marco Antonio Garimberti, la villa fu dotata nel 1644 di un oratorio; acquistata intorno al 1820 da Andrea Casazza, alla cui morte nel 1822 passò alla figlia Carolina, moglie di Emanuele Serra, fu ristrutturata in forme neoclassiche, chiudendo il doppio loggiato a tre arcate della facciata nord; dopo la morte di Giuseppe Serra nel 1918, l'anno seguente fu venduta a Leonardo Magnani, che nel 1931 la alienò a sua volta a Giuseppe Greci. L'edificio, sviluppato su una pianta quadrata, si eleva su tre livelli fuori terra; dalla facciata, caratterizzata dal balconcino centrale del piano nobile, si accede all'androne, che si apre su una doppia scala a ventaglio; all'esterno, l'ampio giardino esteso a nord e a sud accoglie numerose piante d'alto fusto; accanto alla cancellata, decorata con due bassorilievi del 1775 e sormontata da due statue di leoni, sorge il seicentesco oratorio di Sant'Antonio da Padova, preceduto da un piccolo portico.